# Jadollah Mohebbi
Jadollah Mohebbi (pers. یدالله محبی; ur. 9 grudnia 1993) – irański zapaśnik walczący w stylu wolnym. Zajął dziewiąte miejsce na mistrzostwach świata w 2017. Złoty medalista mistrzostw Azji w 2017, 2019 i 2022. Brązowy medalista halowych igrzysk azjatyckich w 2017. Wicemistrz igrzysk wojskowych w 2019. Pierwszy w Pucharze Świata w 2017. Wojskowy mistrz świata z 2018 i 2021 roku.